# Ansigterne
Ansigterne er en roman af Tove Ditlevsen udgivet i 1968 på Gyldendal.
Romanen, der betegnes som Ditlevsens mest uhyggelige roman, handler om forfatteren Lise Mundus, der bliver indlagt på et psykiatrisk hospital. Det er første gang hovedpersonen Lise Mundus optræder i Ditlevsens forfatterskab. Lise Mundus anses som et alter ego for Ditlevsen og optræder senere i Ditlevsens sidste roman Vilhelms værelse fra 1975.
Ansigterne er betegnet som en nøgleroman der trækker på Ditlevsens egne erfaringen inden for det psykiatriske system.

## Resumé
Ansigterne er en roman som behandler en angst-psykotisk periode hos protagonisten Lise Mundus, der er forfatter, gift og mor til tre. Sammenbruddet opstår i en kritisk periode i Lises liv. Hun bliver i vid udstrækning ignoreret seksuelt af sin mand, Gert, der både har en affære med sin kollega, Grete, og med deres husassistent, Gitte. Gitte går også i seng med Lises ældste søn Mogens. Det antydes herudover at Gert har et incestuøst forhold til Lises datter fra forholdet med Asger, Hanne. Lise har et svært forhold til alle sine børn, selv den yngste, Søren, på seks år . Herudover har Lise en skriveblokade. Lise får indtryk af at Gert og Gitte planlægger et komplot imod hende, hvorefter hun iscenesætter sit eget selvmord. Herefter bliver hun indlagt på en lukket afdeling, hvor hun tilbringer tre uger, inden hun bliver sendt hjem igen.

## Komposition
Fortællingen er kronologisk opbygget. Det første stykke handler om de begivenheder, der leder op til hendes selvmordsforsøg, det næste om selve indlæggelsen, og det sidste stykke handler om, hvad der sker, efter hun er kommet hjem. Størstedelen af romanen drejer sig om tiden, hvor Lise er indlagt.

## Tematik

### Angst og psykose
Lise hører stemmer, hvilket bliver mere og mere omsiggribende, som fortællingen skrider frem. Nogen steder fremgår det eksplicit at Lise hører stemmer, mens det andre steder foregår implicit i teksten. Det starter ud med, at de kun besøger hende om aftenen. Stemmerne overbeviser Lise om, at Gert og Gitte ikke synes hun er god nok og ønsker at se hende død. Stemmerne Lise hører lyder som Gert og Gittes stemmer.
Gitte har overtaget Lises rolle i familien. Søren hjælper hun med alting og han ender med at have mere respekt for hende, end for sin mor. Gitte går i seng med Lises mand og har fortrolige samtaler med ham. Lise føler sig kørt ud på et sidespor og hun bliver uvæsentlig i sin rolle i familien. På baggrund af dette overbeviser stemmerne Lise om, at Gert og Gitte har et komplot mod hende. Lise overhører Gitte bagtale hende gennem vandrøret på badeværelset, og hun overhører en samtale, hvor Gert og Gitte er ved at planlægge, hvordan de skaffer sig af med hende. Alt dette, sammen med hendes uproduktive forfatterskab, gør, at hun på alle måder føler sig trængt op i en krog.
Efter indlæggelsen begynder Lise at opleve visuelle hallucinationer. Disse hallucinationer manifesterer sig primært som ansigter. Lise får sværere og sværere ved at adskille hallucinationerne fra virkelige begivenheder. Stemmerne bliver i stand til at forudse begivenheder, som Lise ikke på anden vis ville have adgang til at kunne forudse.
På den lukkede afdeling oplever hun, at de andre patienter har æselhoveder og at der går ild i hendes seng. Hun mistænker personalet for at drukne de ældste patienter. Personalet bærer Gert og Gittes ansigter. Lise oplever desuden hallucinationer, som foregår bag to riste på badeværelset.

### Ansigterne
Ansigter har en central rolle. Lises opfattelse af de ansigter, der optræder, skinner igennem i beskrivelserne af dem.
Lise har en række regler for, hvordan ansigter kan opføre sig og i hvor høj grad man som ansigtsbærer har indflydelse på det: Man skal tage sig af sit ansigt for, at det ikke ældes for hurtigt. Man kan vokse ind og ud af sit ansigt, og man kan lægge det fra sig, når man skal sove. Nogen kan få dyriske træk, som for eksempel Gert, hvis ører pludselig er ”enormt store og overgroet med hår” , og som æsel-kvinderne på hospitalet. Ansigterne bliver kædet sammen med økonomiske ressourcer i den forstand, at fattiges ansigter ofte bliver beskrevet som grimme, slidte eller dårligt siddende. Nogle deler ansigt, som for eksempel Mogens og Gert, hvilket Lise forsøger at ræsonnere sig frem til, hvordan de slipper afsted med. Alle disse perceptioner af ansigter viser, hvordan Lise bygger sin verdens- og menneskeforståelse op. I takt med at angsten forværres, bliver ansigterne tilsvarende mere og mere groteske.